# تلفاز تابلويد
التلفاز التابلويد ويعرف أيضًا بتلي تابلويد هو شكل من أشكال صحافة التابلويد. تتضمن عادة نشرات الأخبار الخاصة بتلفاز التابلويد رسومات براقة وقصصًا مثيرة.وهناك غالبًا تركيز شديد على الجريمة والقصص التي يصاحبها مقاطع فيديو جيدة وأخبار المشاهير. وهي أيضًا شكل من أشكال المعلوامتاعية.
لا تعد الولايات المتحدة هي سوق التلفاز الوحيد الذي يبث هذا النوع التلفازي - حيث إن أستراليا ونيوزيلندا وإنجلترا وفرنسا على سبيل المثال لا الحصر لديها جميعًا برامج تلفاز التابلويد التي تعكس حال السوق المنخفض نفسه وأسلوب صحافة الإثارة والترفيه.

## أمثلة على تلفاز التابلويد
تم تطوير نسق تلفاز التابلويد الأساسي اعتمادًا على البرامج الوطنية الموحدة مثل هارد كوبي (Hard Copy)، وإنسايد إيديشن (Inside Edition)، وكارانت أفير (A Current Affair)، والتي تحتوي جميعها على رسومات براقة وقصصًا مثيرة. كانت برامج التابلويد الحوارية منتشرة للغاية خلال نهاية القرن العشرين.
من الأمثلة الشائع ذكرها على اندفاع تلفاز التابلويد هي سلسلة التقارير في عام 2001 التي أطلق عليها صيف أسماك القرش، والتي تركز على انتشار هجمات سمك القرش المفترضة، بعد الحادثة الوحيدة التي لاقت متابعة إعلامية كبيرة لهجوم القرش على الصبي ذي الثمان سنوات. وفي الواقع كان هناك عدد أقل من المتوسط من هجمات القرش في ذلك العام.
ومن الأمثلة الأخرى تغطية القصص الخاصة «بمتلازمة اختفاء امرأة بيضاء اللون» مثل قصص شاندرا ليفي وإليزابيث سمارت ولاسي بيترسون. وقد زعم النقاد أن المديرين التنفيذيين للأخبار يرفعون فقط التصنيف باستخدام هذه القصص، التي تؤثر فقط على قلة قليلة، بدلاً من بث القضايا التي تحظى باهتمام وطني.

## المحاكاة الساخرة بين الأخبار والترفيه
- دروب ذا ديد دونكي (القناة الرابعة البريطانية)
- فرونت لاين (إيه بي سي، أستراليا)

## كتابات أخرى
- Potter, Deborah (October/November 2003). A Story for All Seasons. American Journalism Review. Found at NewsLab.org (July 16, 2005).
- John Langer (1998). Tabloid television: popular journalism and the “other news”. Routledge. ISBN:978-0-415-06636-5.
- Joshua Gamson (1999). Freaks Talk Back: Tabloid Talk Shows and Sexual Nonconformity. University of Chicago Press. ISBN:978-0-226-28065-3.

## وصلات خارجية
- Tabloid Television at the Museum of Broadcast Communications